# 湖州广播电视总台

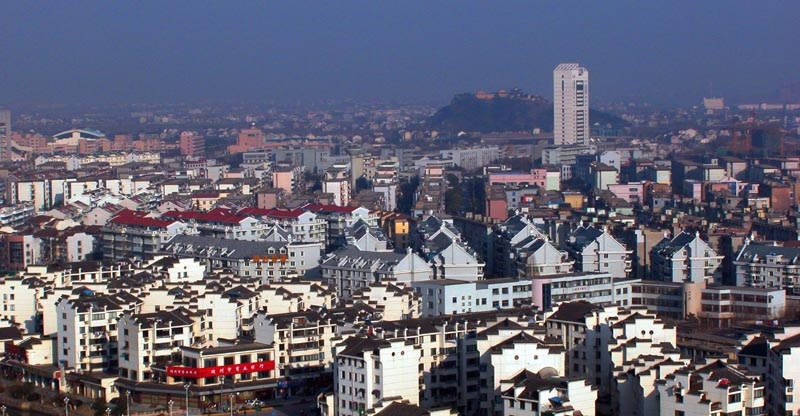
图中最高楼为湖州广播电视总台总部（湖州廣電大樓）

湖州广播电视总台，又称湖州广播电视传媒集团，是中华人民共和国浙江省湖州市的一个广播电视传媒集团，2005年3月由原湖州市广电局、湖州人民广播电台、湖州电视台的基础上成立。2009年10月，经中共湖州市委、湖州市人民政府批准组建湖州广播电视传媒集团，与湖州广播电视总台为一个机构两块牌子，分别履行新闻宣传和产业发展两大中心功能。

## 历史沿革

### 湖州人民广播电台
湖州人民广播电台的前身为嘉兴地区广播转播台，又称嘉兴地区7130工程。1983年9月，随着嘉兴地区分为嘉兴、湖州两个地级市，嘉兴地区广播转播台改称为湖州市广播转播台。1984年10月1日，湖州人民广播电台正式成立并开播。开播初期与市广播站实行“新闻合并，体制不变”的体制，直至1989年。
1993年11月6日，湖州调频立体声广播电台正式开播。1994年至1995年，湖州电台新闻台、经济台相继开播。
1999年5月，湖州人民广播电台迁入湖州广电中心大楼。

### 湖州电视台
湖州电视台的前身为湖州电视转播台，当时转播上海电视台的节目。1984年10月1日，湖州电视台宣告成立并正式开播。至1987年，湖州电视台拥有4套播出节目，其中19频道播出自办节目。
1994年2月，湖州有线广播电视台开始筹建，并于同年7月18日挂牌，1998年6月26日正式成立。截至1997年，湖州有线广播电视台共播出电视节目21套、调频广播节目5套。
2001年4月1日，湖州电视台与湖州有线广播电视台合并为新的湖州电视台。整合后的湖州电视台共设3个频道，分别是新闻综合、文化娱乐、经济生活。
2005年3月，原湖州市广电局、湖州人民广播电台、湖州电视台合并组建为湖州广播电视总台。

## 旗下资产

### 电视频道
| 頻道名稱     | 语言   | 广播格式                    | 啟播時間 | 频道前身   | 備註                                                   | 備註 |
| 新闻综合频道 | 普通話 | SD: PAL 576i 16:9 HD：1080i |          | 台州电视台 | 台州市第一個无线電視頻道，以新聞、時事、專題類節目為主 |      |
| 文化娱乐频道 | 普通話 | SD: PAL 576i 16:9 HD：1080i |          |            | 以文化、生活類節目為主                                 |      |

### 广播频率
| 頻道名稱     | 语言   | 频道频率 | 啟播時間 | 频道前身         | 備註                                                         |
| 综合广播     | 普通話 | FM105    |          | 湖州人民广播电台 | 以新聞為主，集新聞性、公益性、服務性、監督性為一體的綜合頻率 |
| 经济广播     | 普通話 | FM103.5  |          |                  | 主要提供财经资讯相关的节目                                   |
| 交通文艺广播 | 普通話 | FM98.5   |          |                  | 主要為駕車人士服務的頻率，提供路況播報、生活資訊及文艺類節目 |